# ساکای تاداتسوگو
ساکای تاداتسوگو (酒井 忠次، ۱۵۲۷–۱۷ دسامبر ۱۵۹۶) یکی از محبوب‌ترین و موفق‌ترین فرماندهان نظامی در خدمت توکوگاوا ایه‌یاسو در اواخر دوره سنگوکو بود. او به عنوان یکی از چهار نگهبان توکوگاوا (Tokugawa-Shitennō) در نظر گرفته می‌شود. همراه با هوندا تاداکاتسو، ای نائوماسا، و ساکاکیبارا یاسوماسا.

## اوایل زندگی
تاداتسوگو در سال ۱۵۲۷ در خاندان ساکای تاداچیکا، یک رعیت ارثی از خاندان ماتسودایرا در ولایت میکاوا به دنیا آمد.
وقتی تاداتسوگو به سن بلوغ رسید، ابتدا به پدر توکوگاوا ایه‌یاسو، ماتسودایرا هیروتادا خدمت کرد. تاداتسوگو شوهر شاهزادگان اوسویی و کیوین، خواهر هر دوی والدین ایه‌یاسو و از این رو عموی ایه‌یاسو بود.
گفته می‌شود که پس از مرگ هیروتادا، در سال ۱۵۵۱ تاداتسوگو به آیه یاسو جوان خدمت کرد و زندگی گروگانی را در سانپو انجام داد.

## خدمات تحت آیه یاسو
در سال ۱۵۵۸، تاداتسوگو آیه یاسو را در محاصره ترابه همراهی کرد و بعداً در سال ۱۵۶۰ در محاصره مارونه علیه خاندان اودا.
در سال ۱۵۶۳، در قیام Mikawa Ikkō-ikki، تاداتسوگو صادقانه از آیه یاسو پیروی کرد در حالی که بسیاری از خاندان ساکای در این قیام مشارکت داشتند.
پس از سال ۱۵۶۵، زمانی که آیه یاسو روابط خود را با خاندان ایماگاوا قطع کرد، تاداتسوگو فرماندهی قلعه یوشیدا در شرق میکاوا (تویوهاشی کنونی) را به عهده گرفت.
تا سال ۱۵۶۷، اکثریت نیروهای دایمیو در ارتش‌های توکوگاوا در دو بخش، هر یک با یک فرمانده جداگانه سازماندهی شدند. تاداتسوگو بر نیروهای ۱۸ دایمیو-واسال توکوگاوا و همتای او، ایشیکاوا کازوماسا، فرماندهی نیروهای ۱۳ دایمیو-واسال را به عهده گرفت. ویژگی‌های ثابت شده وفاداری، قابلیت اطمینان و رهبری تاداتسوگو در این درجه از اختیارات و اختیارات تفویض شده به وضوح نشان داده شده‌است.
طبل ساکای تاداتسوگو، (تصویر هنرمند ژاپنی، هنرمند ukiyo-e، نقاش)
در سال ۱۵۷۲، در طول نبرد میکاتاگاهارا، تاداتسوگو جناح راست توکوگاوا را ایمن کرد و دید که نیروهایش توسط نیروهای مخالف تاکدا به شدت مورد ضرب و شتم قرار گرفتند. و هنگامی که آیه یاسو و متحدانش به قلعه هاماماتسو عقب‌نشینی کردند، تاداتسوگو در نیرنگی شرکت کرد که تأثیرات پیروزی تاکدا در میدان را کاهش داد. و نیروهای تاکدا عقب‌نشینی کردند.
در سال ۱۵۷۵، در طول نبرد ناگاشینو، او یک حمله شبانه موفق را به همراه کاناموری ناگاچیکا علیه تاکدا رهبری کرد.
در سال ۱۵۷۸، پسر Tadatsugu, Sakai Ietsugu (1564-1619)، نقش پدرش را به عنوان کاستلان قلعه یوشیدا بر عهده گرفت؛ یعنی در ابتدای نام ایتسوگو افتخار ویژه ای بود که توسط توکوگاوا ایه‌یاسو اعطا می‌شد، جایزه ای ویژه برای رعیت‌های خاص، که به آنها اجازه می‌داد از یکی از کانجی‌های نام نانوری او استفاده کنند.
در سال ۱۵۸۴، در طول نبرد کوماکی و ناگاکوته، او با موفقیت حرکت نیروهای تویوتومی هیدیوشی علیه قلعه کیوسو را که توسط فرمانده تویوتومی موری ناگایوشی رهبری می‌شد، پس زد.
در سال ۱۵۹۰، در طول مبارزات انتخاباتی اوداوارا، تاداتسوگو دستور گرفت تا توکوگاوا هیدتادا، پسر و وارث آیه یاسو را به کیوتو همراهی کند، جایی که او به عنوان گروگان برای وفاداری آیه یاسو به تویوتومی در طول آن مبارزات انتخاباتی خدمت کرد. پس از نبرد، هیده یوشی به خاندان توکوگاوا دستور داد تا از دارایی‌های اجدادی خود به منطقه کانتو نقل مکان کنند. تاداتسوگو بازنشسته شد، اما پسرش ایتسوگو ۳۰۰۰۰ ککو فودای فیف در Usui، در استان شیموسا دریافت کرد، و تاداسوگو آنها را در آنجا همراهی کرد.

## مرگ
تاداتسوگو در زمستان ۱۵۹۶ در کیوتو درگذشت. پس از مرگ تاداتسوگو، خاندان ساکای به پیشرفت خود ادامه داد. در سال ۱۶۰۴، فرزندان او به دامنه تاکاساکی (۵۰۰۰۰ ککو) در ولایت کوزوکه نقل مکان کردند. در سال ۱۶۱۶، آنها به دامنه تاکاتا (۱۰۰۰۰۰ ککو) در استان ایچیگو نقل مکان کردند. در سال ۱۶۱۹، آنها به دامنه ماتسوشیرو در استان شینانو منتقل شدند. و سپس، از ۱۶۲۲ تا ۱۸۶۸، آنها در دامنه Tsurugaoka (120000 koku) در استان دیوا نصب شدند. رئیس خاندان ساکائی در دوره میجی به عنوان یک «کنت» شناخته شد.

## شمشیر اینوکیری
در سال ۱۵۶۰، در آن زمان، گفته می‌شود که تاداتسوگو با کاتانای خود یک گراز را کشت و نام اینوشیشی-گیری یا اینوکیری (猪切 قاتل گراز) را به خود اختصاص داد. خود تیغه اثری از ماسازان از مکتب تگای نارا و همکار موراماسا معروف (یا شاید نام دیگری برای خود موراماسا) بود. ماسازان همچنین Tonbōgiri (蜻蛉切 قاتل سنجاقک)، مشهورترین سه نیزه بزرگ ژاپن (天下三名槍)، سلاح مورد علاقه هوندا تاداکاتسو، یکی دیگر از Tokugawa Shitennō را تألیف کرد.

## شجره نامه خاندان ساکای
خاندان ساکای در قرن چهاردهم در ولایت میکاوا سرچشمه گرفت و ادعا می‌کرد که از میناموتو آریچیکا تبار است. آریچیکا دو پسر داشت: یکی از آنها، یاسوچیکا، ماتسودایرا نام داشت. و کوچکتر، چیکاوجی، نام ساکای را به خود اختصاص داد.
ساکای هیروچیکا، که پسر چیکاوجی بود، نیز دو پسر داشت و فرزندان آنها دو شاخه اصلی خاندان ساکای را به وجود آوردند. تاداتسوگو وارث شاخه ارشد این خاندان بود.